# アイ・アム まきもと
『アイ・アム まきもと』（I AM MAKIMOTO）は、2022年9月30日公開の日本映画。主演は阿部サダヲ。水田伸生監督と阿部サダヲが4度目のタッグを組んだ作品。ウベルト・パゾリーニ監督の『おみおくりの作法』（2013年）が原作。

## キャスト
- 牧本 壮：阿部サダヲ
- 津森 塔子：満島ひかり
- 蕪木 孝一郎：宇崎竜童
- 神代 亨：松下洸平
- 下林 智之：でんでん
- 平光 啓太：松尾スズキ
- 小野口 義久：坪倉由幸（我が家）
- 今江 みはる：宮沢りえ
- 槍田 幹二：國村隼

## スタッフ
- 監督：水田伸生
- 原作：ウベルト・パゾリーニ
- 脚本：倉持裕
- 製作総指揮：ウィリアム・アイアトン、中沢敏明
- エグゼクティブプロデューサー：堤天心、志賀司、中西一雄、島本雄二、井川泉、ウベルト・パゾリーニ
- プロデューサー：上木則安、厨子健介
- コ・プロデューサー：藤村哲也、丸山典由喜
- ラインプロデューサー：鈴木嘉弘
- 撮影：中山光一
- 照明：宗賢次郎
- 録音：鶴巻仁
- 美術：磯見俊裕
- 装飾：柳澤武
- 人物デザイン監修：柘植伊佐夫
- 編集：洲崎千恵子
- 音楽：平野義久
- 助監督：[[相沢淳、村田淳志
- キャスティング：田端利江
- 制作担当：井上純平
- 製作会社：「アイ・アム まきもと」製作委員会

## DVD / Blu-ray
- 「アイ・アム　まきもと」　ブルーレイ＆DVDセット、発売日：2023年2月17日